# On Earth
On Earth è il quinto EP del gruppo musicale Samael, pubblicato il 2005 dalla Galactical Records. 

## Tracce
1. On Earth (versione album) – 4:06
2. I Feel You (cover dei Depeche Mode) – 3:44
3. On Earth (Northern Summer Mix) – 4:27
4. Auf der Erde – 4:04

## Formazione
- Vorph - voce, chitarra, testi
- Xy - batteria, tastiere
- Mas - basso
- Makro - chitarra